# مستیسلاف روستروپوویچ

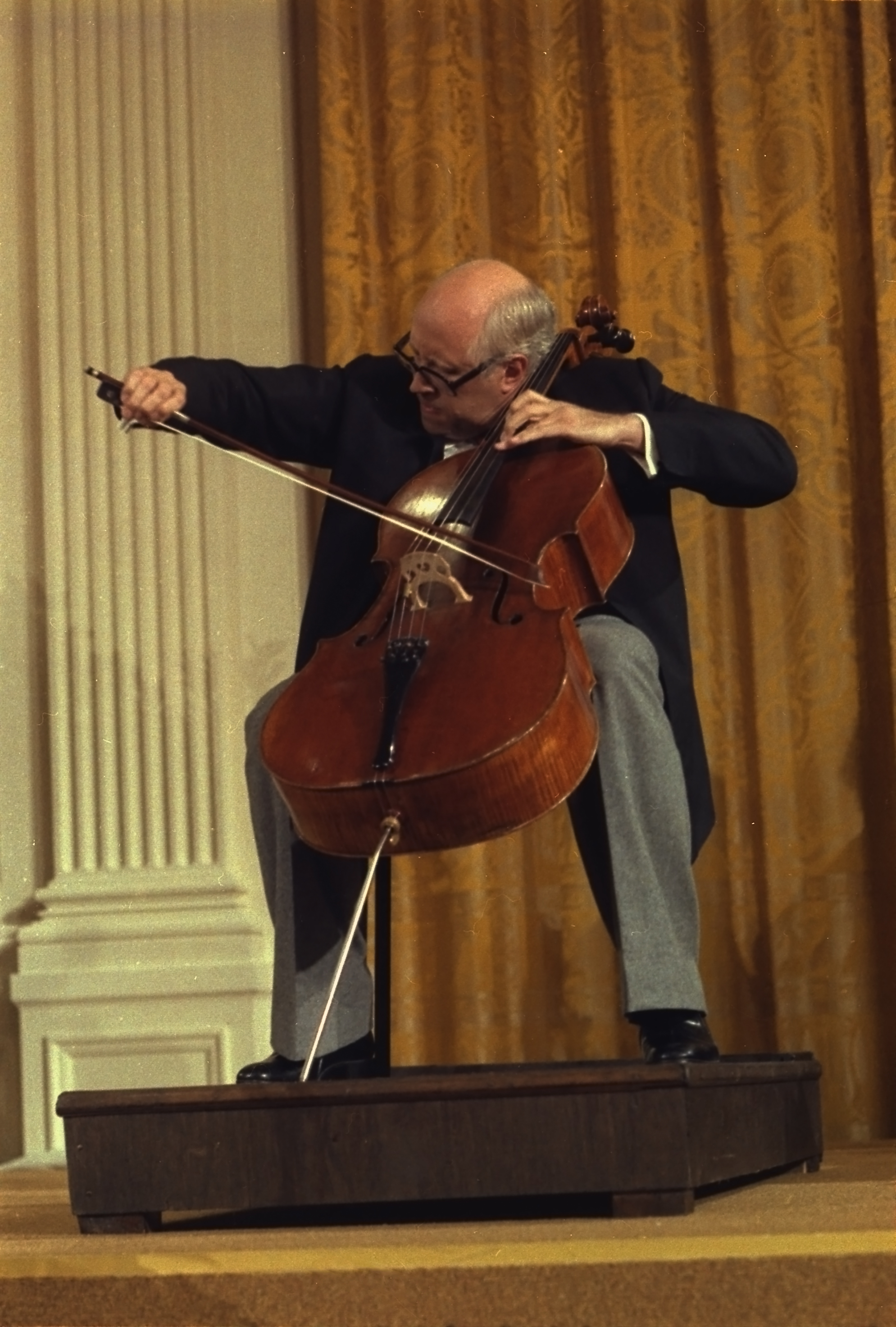
روستروپوویچ درحال نواختن در کاخ سفید در سال ۱۹۷۸

مستیسلاف لئوپولدوویچ روستروپوویچ (به روسی: (Мстисла́в Леопо́льдович Ростропо́вич (Mstislav Leopol'dovič Rostropovič) (زادهٔ ۲۷ مارس ۱۹۲۷ – درگذشتهٔ ۲۷ آوریل ۲۰۰۷) نوازندهٔ معروف ویولنسل و رهبر ارکستر اهل شوروی سابق با تبار لهستانی بود. او دارندهٔ نشان شوالیگی بود و در میان دوستان نزدیکش به نام «سالوا» شناخته می‌شد.

## زندگی
روستروپوویچ با گالینا ویشنفسکایا، خوانندهٔ سوپرانو، ازدواج کرده‌است. او به‌طور گسترده‌ای به‌عنوان بهترین نوازندهٔ ویولنسل نیمهٔ دوم قرن بیستم و یکی از بهترین‌های این ساز در تمام دوران شناخته می‌شود. با وجود تکنیک بالا و نوازندگی ماهرانهٔ او، روستروپوویچ بیشتر به‌خاطر ساخت آثاری شناخته می‌شود که در آنها نقش ویولنسل بیشتر به چشم می‌آید و باعث ارتقای این ساز نسبت به قبل و بعدِ خود شده‌است. سالوا رهبر بیش از صد کنسرت بوده‌است.
روستروپوویچ همچنین فعال در زمینهٔ حقوق بشر و فعالیت‌های صلح‌دوستانه بود. او در سال ۱۹۷۴ برندهٔ جایزه صلح جهانی شد.